# Victoria Versicherung (Berlin-Kreuzberg)

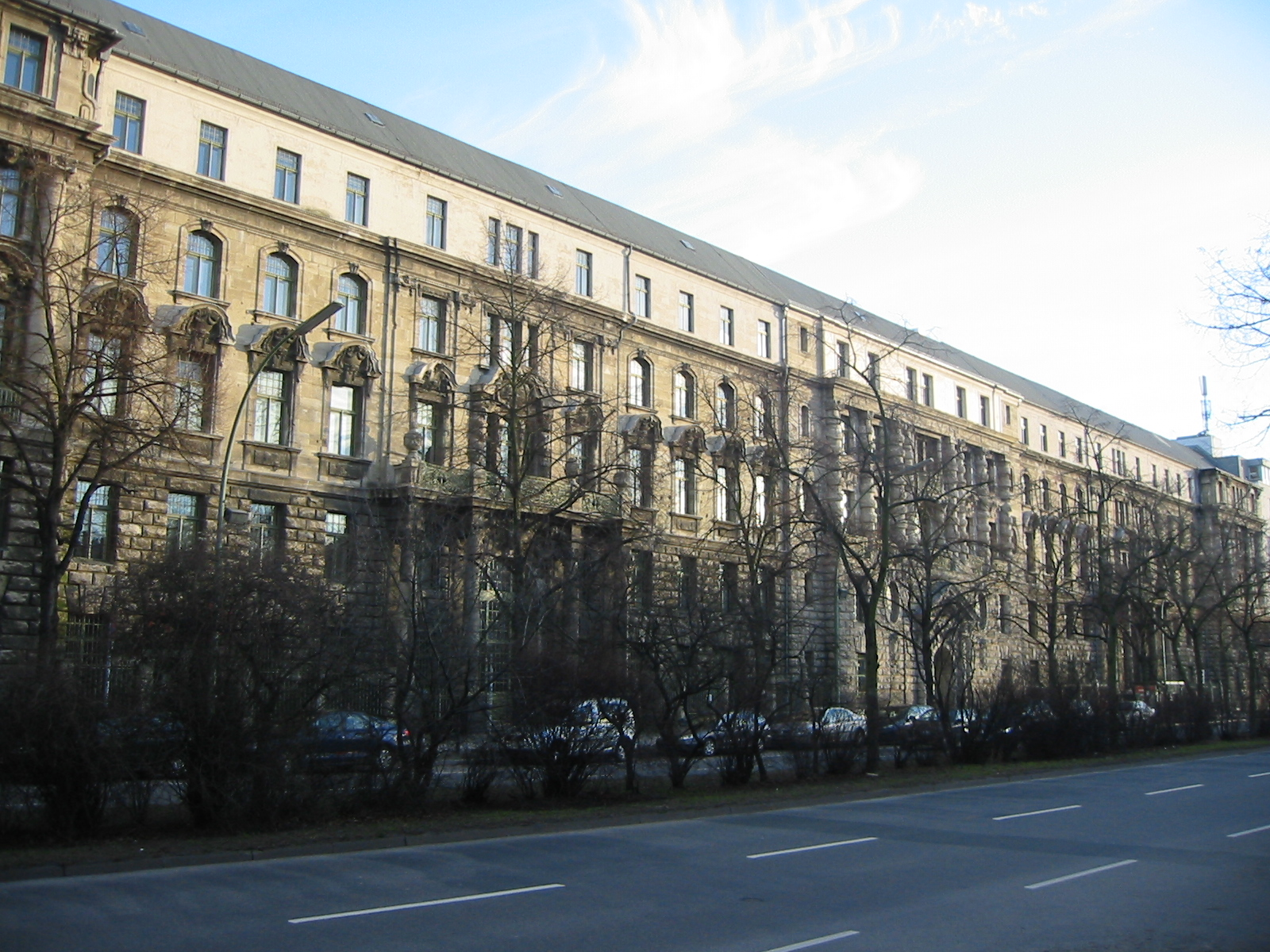
Ehemaliges Victoria-Gebäude in der Lindenstraße 20–25 in Berlin-Kreuzberg

Die Victoria-Versicherung ist ein denkmalgeschütztes Bauwerk der gleichnamigen Versicherungsgesellschaft (heute: Ergo Group) in der Lindenstraße im Berliner Ortsteil Kreuzberg.

## Geschichte und Funktion des Gebäudes
Das Gebäude wurde im Zeitraum von 1893 bis 1913 vom Bauingenieur Karl Bernhard nach Plänen des Architekten Wilhelm Walther im Neobarock-Stil gebaut. Damit endete für das Unternehmen eine Phase von rund 50 Jahren, die durch mehrfache Umzüge innerhalb des Berliner Stadtgebietes geprägt waren. So ist überliefert, dass sich die Versicherung 1860 zunächst in ein Gebäude in der Französischen Straße 42 einmietete, um sieben Jahre später in der Markgrafenstraße 63 ein eigenes Grundstück zu erwerben. 1875 zog man in die Mohrenstraße 45; doch auch hier reichte der Platz bald nicht mehr aus. Durch steigende Vertragsabschlüsse in der Unfallversicherung und in der Volksversicherung wuchs auch die Anzahl der Beschäftigten: Arbeiteten im Jahr 1888 rund 100 Angestellte für die Victoria, so waren es 1896 bereits 500 und im Jahr 1903 über 1000 Menschen. Daher suchte man erneut ein größeres Gebäude und wurde in der südlichen Friedrichstadt schließlich fündig.

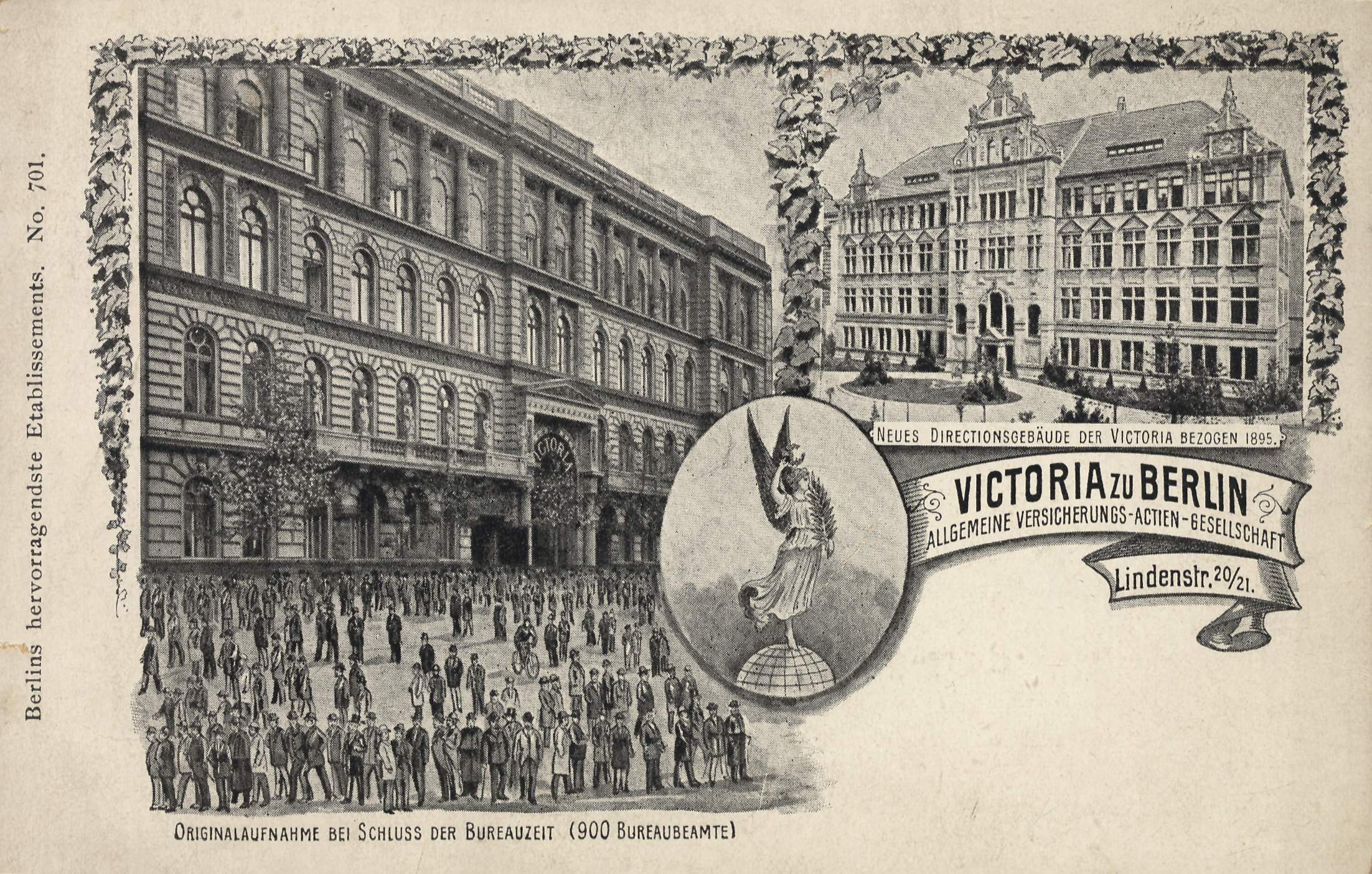
Victoria-Gebäude um 1900

Im Jahr 1892 erwarb man die Grundstücke der Lindenstraße 20 und 21 sowie Alte Jakobstraße 131, im Mai 1893 das Haus Lindenstraße 22. Hierauf wurden von 1893 bis 1895 das Hauptgebäude errichtet. Der Einzug erfolgte am 30. Januar 1895. 1896 kaufte man die Grundstücke Alte Jakobstraße 130 und 132 und erweiterte damit bis 1897 das bestehende Gebäude. 1904 wurden die Grundstücke Lindenstraße 23, 24 und 25 ebenfalls erworben. Zum 50. Jubiläum der Versicherung konnte der komplette Neubau schließlich eingeweiht werden, der in den Folgejahren bis 1913 mehrfach erweitert wurde. Eine für diese Zeit vergleichsweise fortschrittliche Einrichtung war eine Zentralheizung, die das gesamte Gebäude mit Wärme versorgte. Weiterhin gab es hydraulische und elektrische Aufzüge, mit denen Akten transportiert wurden. Neu war für diese Zeit auch eine durchgängige Beleuchtung mit Glühlampen. Es gab eine Registratur, in der über 23 Millionen Namen verzeichnet waren. Täglich wurden rund 250 kg Post verschickt, die teilweise in der hauseigenen Druckerei erstellt und frankiert wurde. 1908 errichtete man im vierten Stockwerk der Lindenstraße 24/25 ein Kasino für die Mitarbeiter, um vorzugsweise „den unverheirateten Beamten bei Bureauschluß die Möglichkeit zu geben, für mäßiges Geld ein frisches, einfaches aber kräftiges Essen, bestehend aus Suppe, Fleisch, reichlich Gemüse und Kartoffeln einzunehmen“. Zur Zeit der Novemberrevolution 1918/1919 wurde die Kantine geschlossen, da der Generaldirektor der Versicherung, Richard Utech, darüber verstimmt war, dass seine Angestellten durch Streikposten am Betreten des Gebäudes gehindert wurden. Bis 1935 beherbergte das Haus die Sowjetische Handelsvertretung. Zu dieser Zeit bewahrte der Vorsitzende des Aufsichtsrates, Otto Gerstenberg (1848–1935), aus Platzgründen einen Teil seiner privaten Kunstsammlung in dem Gebäude auf. Diese Entscheidung sollte sich als fatal erweisen, denn im Zweiten Weltkrieg wurde das Gebäude bei einem alliierten Luftangriff am 3. Februar 1945 schwer beschädigt – die Sammlung wurde ein Opfer der Flammen. Berichten zufolge waren die Brände so heftig, dass die Feuerwehr in der Lindenstraße vier Tage im Einsatz war. Durch die Kriegseinwirkungen wurden eine Vielzahl weiterer Wohnhäuser und Betriebe des grafischen Gewerbes zerstört, die sich hier im einstigen Zeitungsviertel angesiedelt hatten.
In den 1950er Jahren wurde das Gebäude vorübergehend von der Sowjetischen Militäradministration genutzt, um dort die erforderlichen Dokumente für den Export von Maschinen und Anlagen in die Sowjetunion zu bearbeiten. Mit dem Mauerbau versank dieser Teil Berlins in einen Dornröschenschlaf; die Versicherung verlegte die neue Hauptverwaltung nach Düsseldorf. Zuvor hatte man bereits 1923 dort zwei Gesellschaften gegründet, weil man befürchtete, „als Berliner Unternehmen von der Geschäftstätigkeit im seinerzeit französisch besetzten Westdeutschland abgeschnitten zu werden“. 1979 wurde das Gebäude endgültig verkauft. Neue Impulse in diesem Gebiet gab es erst im Zuge der Internationalen Bauausstellung in den 1980er Jahren. So hatte im Oktober 1977 eine Freie Planungsgruppe Berlin einige Leitlinien für die Entwicklung des Tiergartenviertels sowie der südlichen Friedrichstadt herausgegeben. Für Straßen, die in Ost-West-Richtung liegen, wie beispielsweise die benachbarte Ritterstraße sollte demnach ein niedriger Straßenrand von drei bis vier Geschossen vorgesehen sein, während an der Lindenstraße bis zu sechs Geschosse geplant wurden, um an die alten Traufhöhen u. a. des Victoria-Gebäudes anzuschließen. Nördlich des Gebäudes schließt sich daher auch ein Neubau an, der von den Architekten Gruppe 67 im Zuge des Projektes „Experiment Wohnen – Konzepta Ritterstraße“ entstand. Im südlichen Bereich entstand in dieser Zeit der Wohnpark Am Berlin Museum von Hans Kollhoff und Arthur Ovaska als Sieger eines Architektenwettbewerbs. Geplant war, mittels einer geschlossenen Blockrandbebauung die Lücke zwischen dem Berlin Museum (heute: Jüdisches Museum) und der Victoria-Versicherung zu schließen. Schlussendlich entstanden zwischen 1984 und 1986 in der Straße Am Berlin Museum eine Reihe einzelner Bauten, die als Stadtvillen bezeichnet werden. Damit sollte eine „städtebauliche Neuordnung des Ostrandes der Südlichen Friedrichstraße im Spannungsfeld zwischen den wilhelminischen Gebäudeteilen der ehemaligen Victoria-Versicherung, dem barocken Berlin Museum und der Lagerhalle der Glasergenossenschaft“ gezeigt werden.
Heute sind in dem Gebäude unter anderem eine Medienhochschule, der Landesverband von Bündnis 90/Die Grünen, die Spastikerhilfe Berlin und die Stiftung „Erinnerung, Verantwortung und Zukunft“ anzutreffen.

## Architektur des Gebäudes

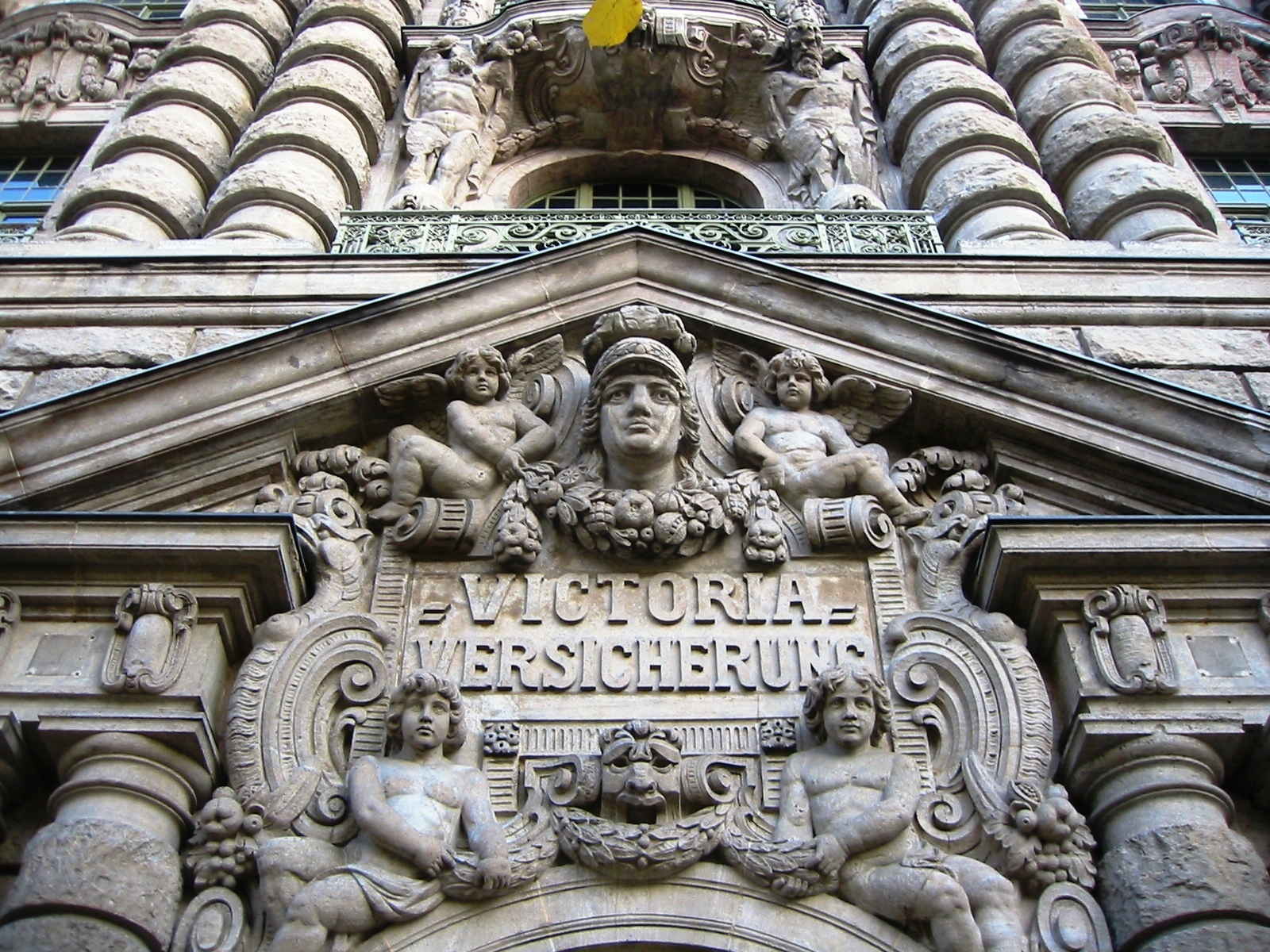
Eingangsportal zur Versicherung mit Mittelrisalit

Das Gebäude weist in seinem Endausbau im Jahr 1913 eine Fassadenlänge von 129,24 Metern aus. Die Gesamtfläche des Grundstücks beträgt 16.223 m², die bebaute Fläche 10.671,66 m². Die Tiefe des Grundstücks von der Lindenstraße zur Alten Jakobstraße beläuft sich auf 180 Meter. Durch diesen Grundriss entstanden insgesamt zwölf Innenhöfe, von denen der Hof I der Größte ist. Er ist von der Lindenstraße aus durch ein Tor begehbar. Das Erdgeschoss sowie das erste Stockwerk sind mit einem Bossenwerk ausgestaltet. Die weiteren Stockwerke sind, mit Ausnahme des Staffelgeschosses, mit bayerischem Muschelkalkstein verkleidet, die mit Elementen aus der Renaissance verziert wurde. Das Eingangsportal wird von je zwei mächtigen Pilastern sowie einem großen Mittelrisalit verziert, auf dem der Name der Versicherung eingemeißelt wurde. Darüber befindet sich ein Balkon, der von den Pilastern umrahmt wird, die sich bis in das fünfte Geschoss ziehen und die Fassade so optisch vertikal gliedern. Die einzelnen Stockwerke sind mit einem Gesims horizontal voneinander abgegrenzt. Der Eingang zum Hof I, dem flächenmäßig größten der insgesamt zwölf Innenhöfe, fällt durch ein schmiedeeisernes Gitter auf, über dem vier symbolhafte Figuren angebracht sind: Industria, Commercium, Artes und Scienta. Sie erinnern an das Zusammenwirken von Wirtschaft und Wissenschaft sowie Kommerz und Kunst in der Frühen Neuzeit. Beide verbinden sich miteinander und „verhelfen […] sich wechselseitig zu einer neuen Qualität, verstärken die je ihnen innewohnende Dynamik und erreichen zuvor ungewohnte Dimensionen“. Darüber finden sich weitere barocke Elemente in floraler Ornamentik. Die Innenhöfe sind überwiegend mit rotem Sandstein verkleidet. Auffällig ist hier insbesondere der bereits beschriebene Durchgang von der Lindenstraße in den Hof I: Im Erdgeschoss fallen vier Karyatiden auf, die in jeweils einem Kapitell enden, auf dem wiederum vier Knaben stehen. Sie wiederum umrahmen eine astronomische Uhr, die jedoch nicht mehr funktionstüchtig ist.

## Sonstiges

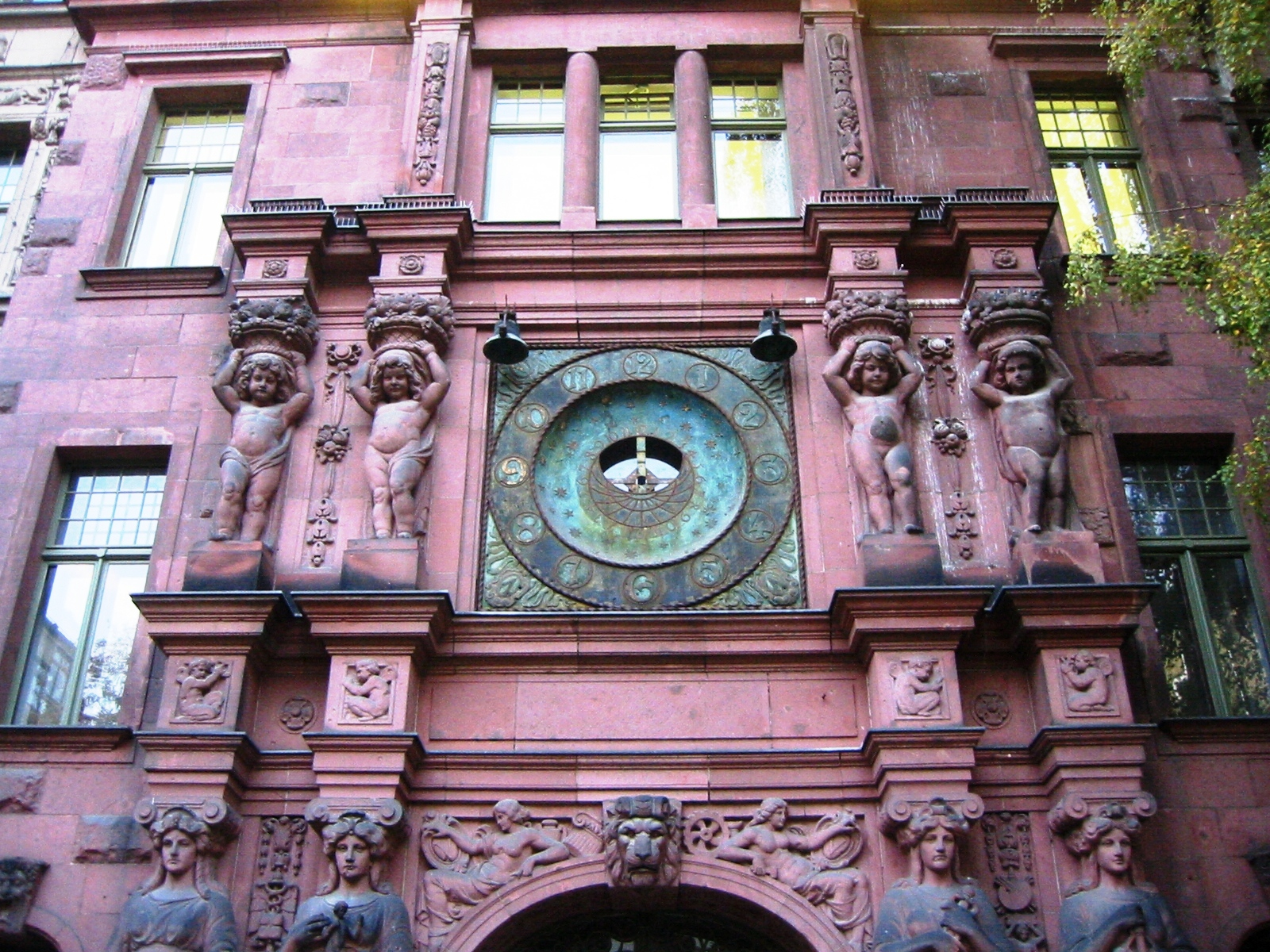
Astronomische Uhr im Hof I

Die große Mitarbeiteranzahl stellte die Verwaltung der Victoria-Versicherung vor neue Herausforderungen. Man erließ daher eine Hausordnung und stellte für die Einhaltung der so aufgestellten Regeln eigens Mitarbeiter ab, sogenannte Hausinspektoren. Überliefert ist beispielsweise aus dem Jahr 1902 ein Vergehen eines Mitarbeiters, das wie folgt dokumentiert wurde: „Herr K. schlief gestern nachmittag an seinem Arbeitsplatz. Ich habe das schon sehr häufig wahrnehmen müssen, glaubte aber, Herr K. würde sich das abgewöhnen.“. Auch waren die Mitarbeiter angewiesen, ein bestimmtes, zuvor festgelegtes Eingangstor zu nutzen, um das Gebäude zu betreten. So konnte festgestellt werden, ob jemand zu spät zur Arbeit kam. Zu diesem Zweck wurde im Hof I eine große Uhr angebracht, die der Ulmer Rathausuhr nachempfunden war. Eine weitere Regelung wurde 1911 in Kraft gesetzt und legte fest, wann ein Mitarbeiter heiraten durfte: „Wir behalten uns das Recht vor, bei Verheiratung eines Beamten, dessen Gehalt noch nicht ausreicht, eine Familie zu ernähren, die Fortsetzung des Vertragsverhältnisses von dem Nachweis eines ausreichenden Einkommens abhängig zu machen.“ Neben diesen heutzutage eher ungewöhnlich anmutenden Regeln war die Versicherung auch am Wohlergehen der Mitarbeiter interessiert. So wurde in dem Gebäude eigens ein Lebensmittelgeschäft eingerichtet, in dem sie sich zum Einkaufspreis mit Waren des täglichen Bedarfs versorgen konnten.

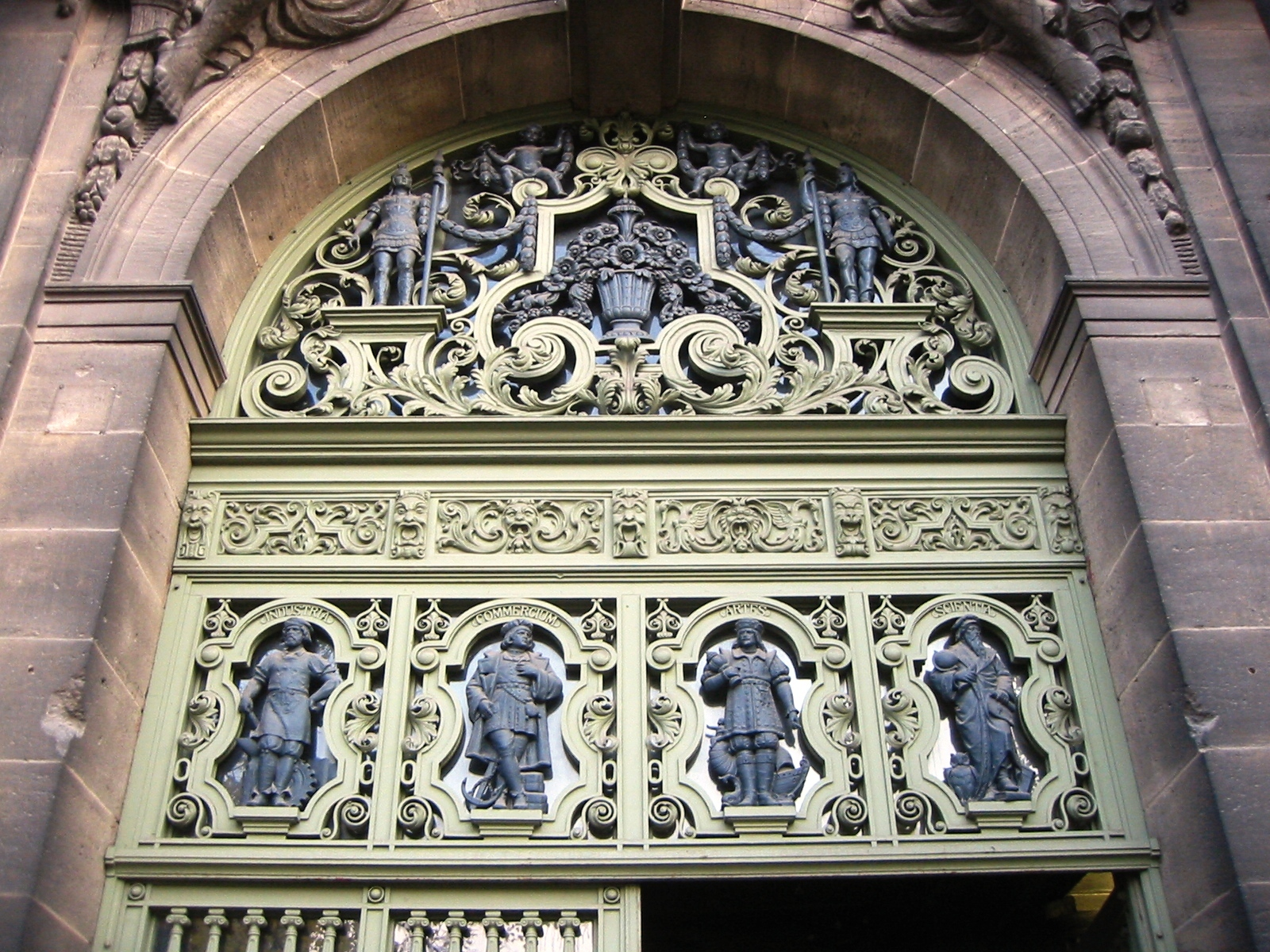
Haupteingang zur ehemaligen Victoria-Versicherung
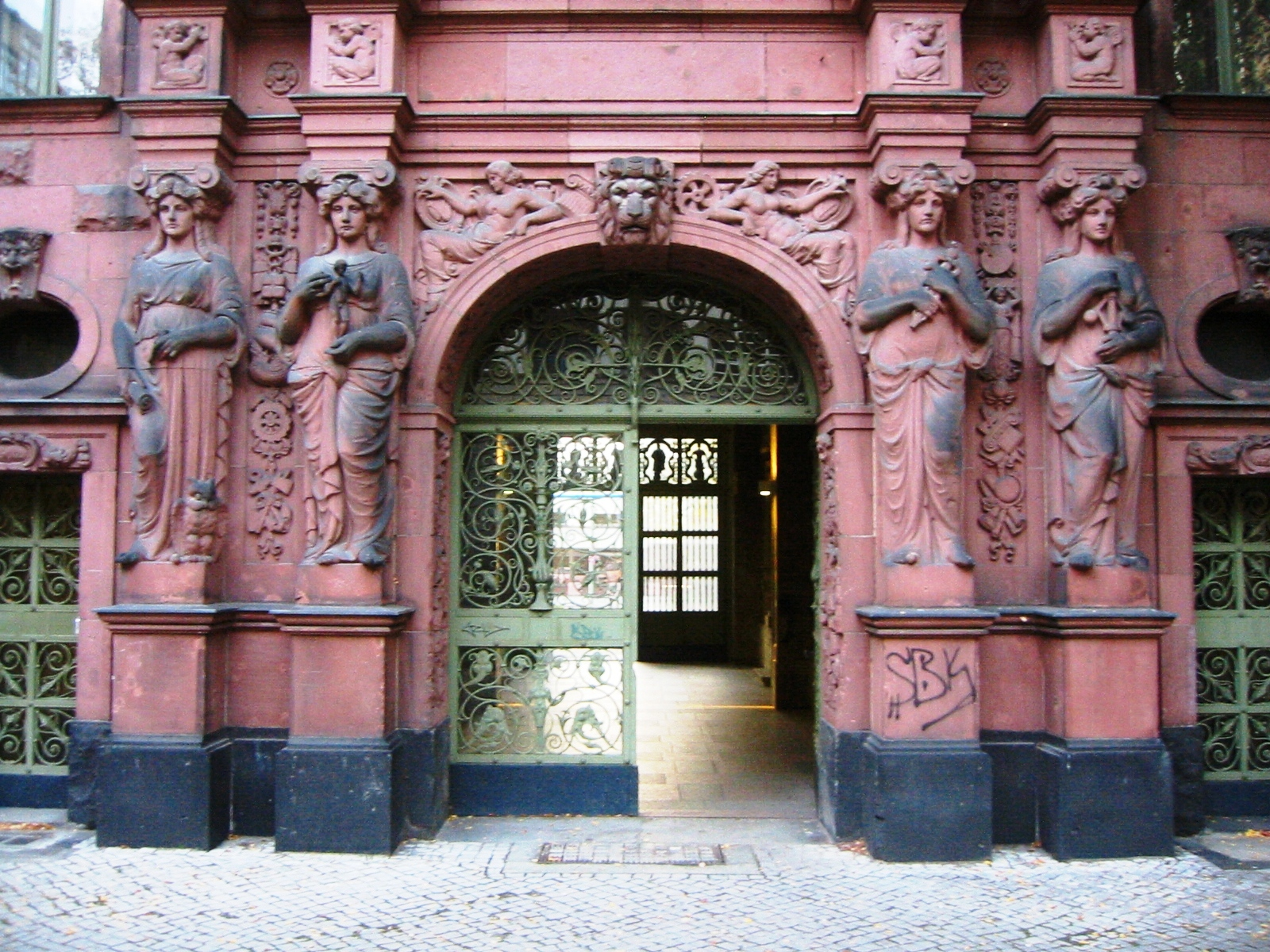
Durchgang Hof I zur Lindenstraße
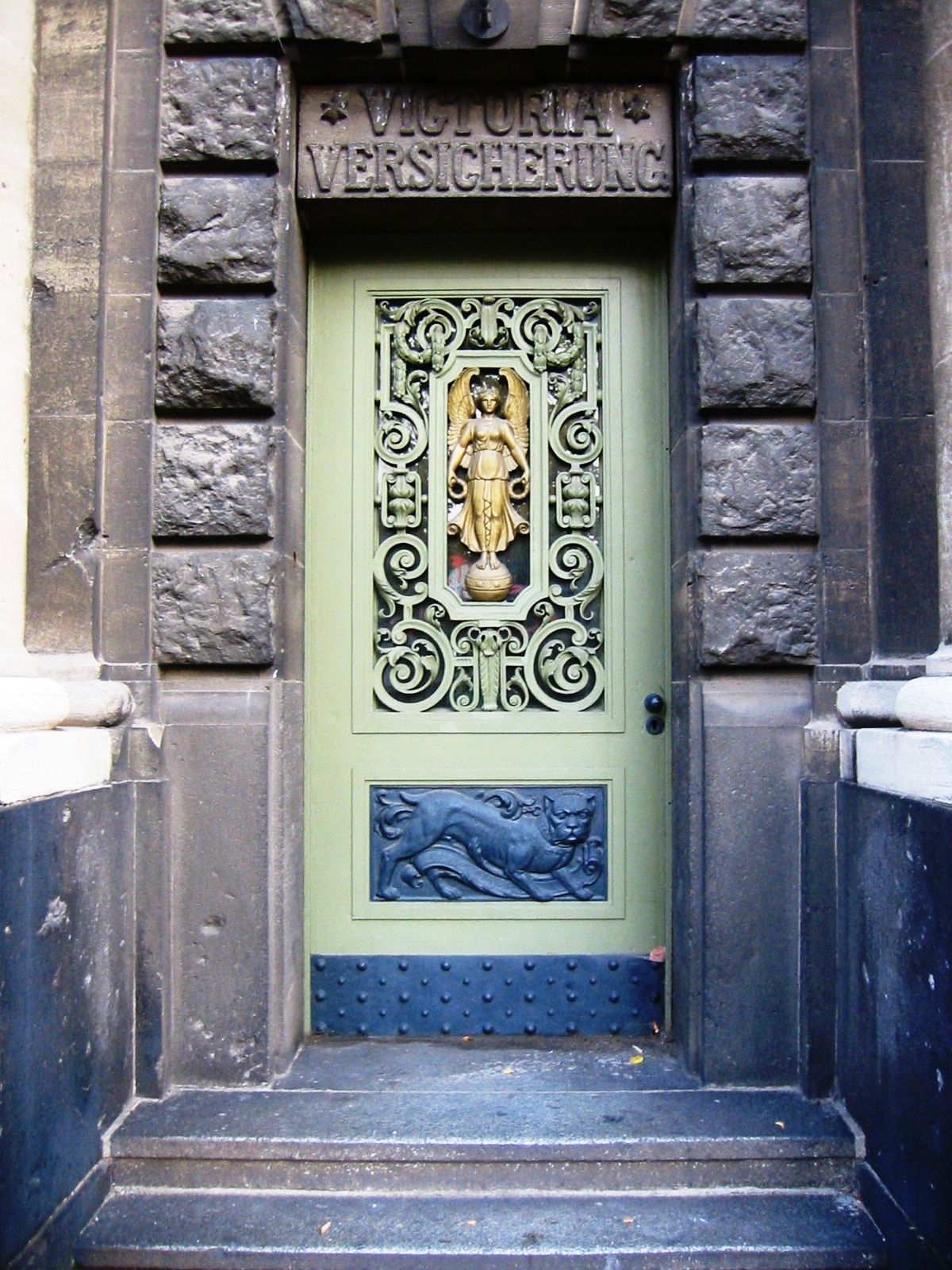
Seiteneingang mit Victoria-Figur
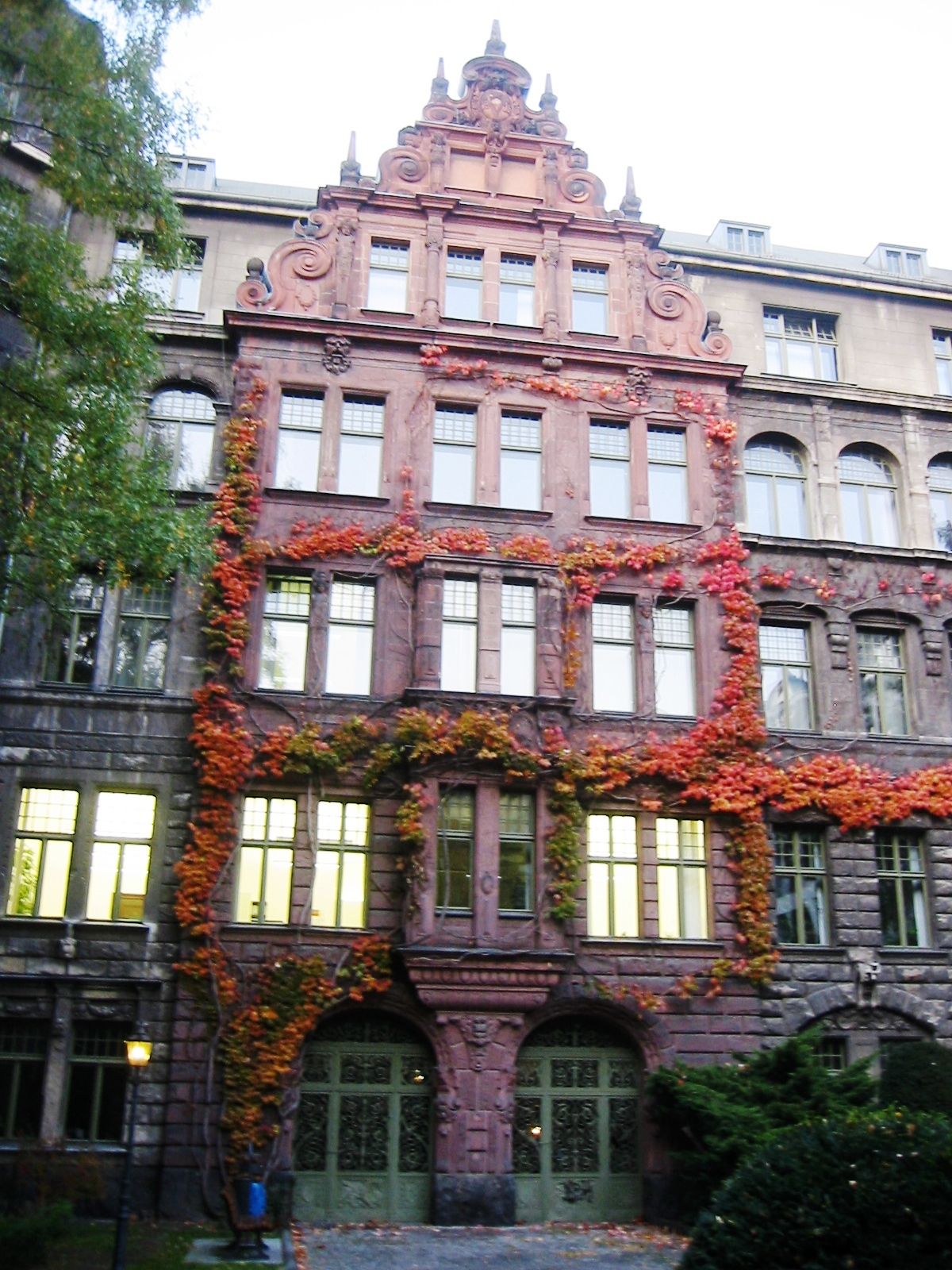
Seitenflügel im Hof I
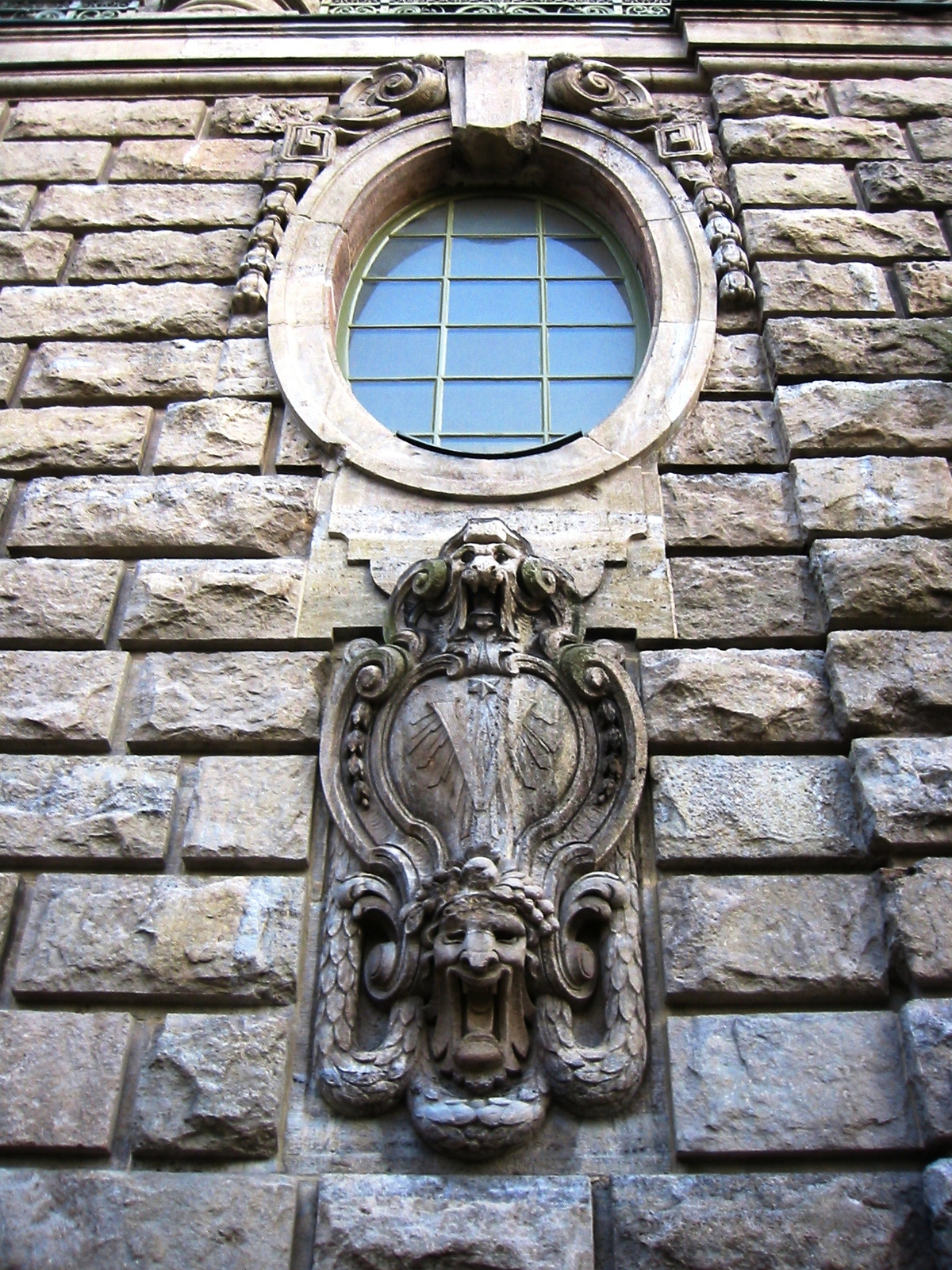
Verzierungen an der Fassade Lindenstraße